# Meßstetten
Meßstetten är en stad i Zollernalbkreis i delstaten Baden-Württemberg i Tyskland. Kommunen består av ortsdelarna (tyska Ortsteile) Meßstetten, Hartheim, Heinstetten, Hossingen, Oberdigisheim, Tieringen och Unterdigisheim. Folkmängden uppgår till cirka 11 100 invånare, på en yta av 76,8 kvadratkilometer.
Staden ingår i kommunalförbundet Meßstetten tillsammans med kommunerna Nusplingen och Obernheim.

## Befolkningsutveckling
| Befolkningsutvecklingen i Meßstetten 1975–2015 | Befolkningsutvecklingen i Meßstetten 1975–2015 | Befolkningsutvecklingen i Meßstetten 1975–2015 | Befolkningsutvecklingen i Meßstetten 1975–2015 | Befolkningsutvecklingen i Meßstetten 1975–2015 |
| ---------------------------------------------- | ---------------------------------------------- | ---------------------------------------------- | ---------------------------------------------- | ---------------------------------------------- |
|                                                |                                                |                                                |                                                |                                                |
| År                                             |                                                |                                                | Folkmängd                                      | Areal (ha)                                     |
| 1975                                           | 1975                                           |                                                | 9 173                                          | 7 562                                          |
| 1980                                           | 1980                                           |                                                | 9 827                                          | 7 682                                          |
| 1985                                           | 1985                                           |                                                | 9 721                                          |                                                |
| 1990                                           | 1990                                           |                                                | 10 066                                         |                                                |
| 1995                                           | 1995                                           |                                                | 10 820                                         |                                                |
| 2000                                           | 2000                                           |                                                | 10 878                                         |                                                |
| 2005                                           | 2005                                           |                                                | 10 868                                         |                                                |
| 2010                                           | 2010                                           |                                                | 10 472                                         |                                                |
| 2015                                           | 2015                                           |                                                | 12 665                                         |                                                |
|                                                |                                                |                                                |                                                |                                                |